# Physalaemus orophilus
Espèce
Physalaemus orophilus est une espèce d'amphibiens de la famille des Leptodactylidae.

## Répartition
Cette espèce est endémique du Minas Gerais au Brésil. Elle se rencontre dans la serra do Espinhaço dans les municipalités de Mariana, de Caeté, de Catas Altas, de Barão de Cocais, de Guanhães, de Peçanha et de Santa Bárbara.

## Publication originale
- Cassini, Cruz & Caramaschi, 2010 : Taxonomic review of Physalaemus olfersii (Lichtenstein & Martens, 1856) with revalidation of Physalaemus lateristriga (Steindachner, 1864) and description of two new related species (Anura: Leiuperidae). Zootaxa, no 2491, p. 1-33.